# Naega-myeon
Naega-myeon (koreanska: 내가면) är en socken i landskommunen Ganghwa-gun i provinsen Incheon,  50 km nordväst om huvudstaden Seoul. Naega-myeon ligger på den norra delen av ön Ganghwado.